# جوزيف جونستون (سياسي)
جوزيف جونستون (بالإنجليزية: Joseph Johnston)‏ هو فلاح وسياسي أيرلندي، ولد في 1890، وتوفي في 1972.

## مناصب
- انتخب عضو مجلس الشيوخ من أيرلندا عن دائرة Dublin University (constituency) [الإنجليزية]‏ وقد انضم خلال فترته النيابية ‏ (27 أبريل 1938 – 22 يوليو 1938)  للكتلة البرلمانية مستقل.
- انتخب عضو مجلس الشيوخ من أيرلندا عن دائرة Dublin University (constituency) [الإنجليزية]‏ وقد انضم خلال فترته النيابية ‏ (7 سبتمبر 1938 – 14 يوليو 1943)  للكتلة البرلمانية مستقل.
- انتخب عضو مجلس الشيوخ من أيرلندا عن دائرة Dublin University (constituency) [الإنجليزية]‏ وقد انضم خلال فترته النيابية ‏ (18 أغسطس 1944 – 12 مارس 1948)  للكتلة البرلمانية مستقل.
- انتخب عضو مجلس الشيوخ من أيرلندا عن دائرة الأعضاء المعينون في مجلس الشيوخ الأيرلندي [الإنجليزية]‏ وقد انضم خلال فترته النيابية ‏ (14 يوليو 1951 – 7 يوليو 1954)  للكتلة البرلمانية مستقل.